# Diócesis de Mopti
La diócesis de Mopti (en latín: Dioecesis Moptien(sis) y en francés: Diocèse de Mopti) es una circunscripción eclesiástica latina de la Iglesia católica en Malí, sufragánea de la arquidiócesis de Bamako. La diócesis tiene al obispo Jean-Baptiste Tiama como su ordinario desde el 27 de marzo de 2020.

## Territorio y organización
La diócesis extiende su jurisdicción sobre los fieles católicos de rito latino residentes en las regiones de Tombuctú, Kidal, Gao y Mopti (excepto el círculo de Djenne).
La sede de la diócesis se encuentra en la ciudad de Mopti, en donde se halla la Catedral de San José. 
En 2019 la diócesis estaba dividida en 7 parroquias. 

## Historia
Fue en Tombuctú en donde se establecieron los primeros misioneros en 1895, después de los intentos fallidos de 1876 y 1881 de llegar a la ciudad partiendo de Argel y cruzando el desierto del Sahara. Los primeros seis aventureros de la fe, enviados por el cardenal Lavigerie, fueron masacrados por sus guías: eran los sacerdotes Ménoret, Paulmier, Bouchaud, Richard, Morat y Pouplard. Por eso, ante la imposibilidad de llegar a Tombuctú desde el norte, se emprendió el camino desde el sur hacia finales del siglo XIX: estaban dos religiosos de los Misioneros de África, los padres Augustin Hacquart y Auguste Dupuis, y un laico, Eugène Konde, para llegar a la ciudad remontando el río Níger desde Bamako, pasando por Kita y Ségou, y llegando a Tombuctú el 21 de mayo de 1895.
La prefectura apostólica de Gao fue erigida el 9 de junio de 1942 con la bula Quo Missionum del papa Pío XII separando territorio de los vicariatos apostólicos de Bamako, Bobo-Dioulasso y Uagadugú (hoy los tres son arquidiócesis).
El 12 de junio de 1947 cedió una parte de su territorio para la erección de la prefectura apostólica de Nouna (hoy diócesis de Dédougou) mediante la bula Ad evangelizationis.
El 29 de septiembre de 1964, en virtud de la bula More institutoque del papa Pablo VI, la prefectura apostólica fue elevada a la categoría de diócesis y tomó su nombre actual.

## Episcopologio
- Jean-Marie Lesourd, M.Afr. † (5 de agosto de 1942-17 de octubre de 1947 nombrado prefecto apostólico de Nouna)
- Pierre Louis Leclerc, M.Afr. † (17 de octubre de 1947-25 de diciembre de 1949 nombrado vicario apostólico de Bamako)
- Renato Landru, M.Afr. † (10 de junio de 1950-1964 falleció)
- Georges Biard, M.Afr. † (29 de septiembre de 1964-12 de abril de 1988 renunció)
  - Sede vacante (1988-1994)
- Jean Zerbo (19 de diciembre de 1994-27 de junio de 1998 nombrado arzobispo de Bamako)
- Georges Fonghoro † (30 de agosto de 1999-22 de septiembre de 2016 falleció)
  - Sede vacante (2016-2020)
- Jean-Baptiste Tiama, desde el 27 de marzo de 2020

## Estadísticas
De acuerdo al Anuario Pontificio 2020 la diócesis tenía a fines de 2019 un total de 45 555 fieles bautizados.
| Año                                                                             | Población            | Población | Población      | Sacerdotes | Sacerdotes    | Sacerdotes    | Bautizados por sacerdote | Diáconos permanentes | Religiosos | Religiosos | Parroquias |
| Año                                                                             | Bautizados católicos | Total     | % de católicos | Total      | Clero secular | Clero regular | Bautizados por sacerdote | Diáconos permanentes | Varones    | Mujeres    | Parroquias |
| ------------------------------------------------------------------------------- | -------------------- | --------- | -------------- | ---------- | ------------- | ------------- | ------------------------ | -------------------- | ---------- | ---------- | ---------- |
| 1950                                                                            | 400                  | 546 000   | 0.1            | 7          |               | 7             | 57                       |                      |            |            | 1          |
| 1970                                                                            | 3562                 | 1 600 000 | 0.2            | 23         |               | 23            | 154                      |                      | 23         | 12         | 9          |
| 1980                                                                            | 5849                 | 1 656 000 | 0.4            | 18         | 1             | 17            | 324                      |                      | 19         | 15         | 8          |
| 1990                                                                            | 11 049               | 2 172 000 | 0.5            | 22         | 2             | 20            | 502                      |                      | 23         | 18         | 6          |
| 1999                                                                            | 17 634               | 3 304 571 | 0.5            | 20         | 14            | 6             | 881                      |                      | 12         | 18         | 6          |
| 2000                                                                            | 18 402               | 3 513 097 | 0.5            | 22         | 15            | 7             | 836                      |                      | 11         | 18         | 6          |
| 2001                                                                            | 19 229               | 3 530 663 | 0.5            | 21         | 15            | 6             | 915                      |                      | 10         | 18         | 6          |
| 2002                                                                            | 20 947               | 3 550 240 | 0.6            | 18         | 11            | 7             | 1163                     |                      | 12         | 14         | 6          |
| 2003                                                                            | 23 725               | 3 434 750 | 0.7            | 19         | 13            | 6             | 1248                     |                      | 10         | 14         | 6          |
| 2004                                                                            | 26 369               | 3 691 000 | 0.7            | 22         | 13            | 9             | 1198                     |                      | 11         | 20         | 6          |
| 2013                                                                            | 38 361               | 4 304 000 | 0.9            | 24         | 18            | 6             | 1598                     |                      | 6          | 28         | 6          |
| 2016                                                                            | 41 812               | 3 407 000 | 1.2            | 23         | 18            | 5             | 1817                     |                      | 5          | 27         | 6          |
| 2019                                                                            | 45 555               | 3 719 270 | 1.2            | 25         | 23            | 2             | 1822                     |                      | 2          | 29         | 7          |
| Fuente: Catholic-Hierarchy, que a su vez toma los datos del Anuario Pontificio. |                      |           |                |            |               |               |                          |                      |            |            |            |